# Barratt Developments
Barratt Developments este o companie britanică de construcții listată pe London Stock Exchange, al cărei profit în 2006 a fost de 275 milioane £.
A fost fondată în 1958 sub numele de Greensitt Bros., dar controlul a fost preluat ulterior de Sir Lawrie Barratt. Avea sediul inițial în Newcastle upon Tyne, dar acum se află la fostele birouri ale lui David Wilson din Coalville, Leicestershire. Este listată la Bursa de Valori din Londra din 1968 și este un component al indicelui FTSE 100.